# فردوکسین هیدروژناز
آنزیم فردوکسین هیدروژناز مسئول کاتالیز واکنش شیمیایی زیر است:
H2 + 2 oxidized ferredoxin {\displaystyle \rightleftharpoons } 2 reduced ferredoxin + 2 H+
بنابراین دو سوبسترای این آنزیم عبارتند از H2 و فردوکسینِ اکسیدشده و محصولات آن نیز شامل فردوکسینِ احیاشده و +H است.
این آنزیم به آن دسته از خانواده اکسیدوردوکتازها تعلق دارد که به طور اختصاصی بر روی هیدروژن به عنوان دهنده و پروتئین آهن-سولفور به عنوان پذیرنده عمل می‌کنند. نام‌های دیگر این آنزیم عبارتند از: هیدروژناز اکسیدکننده H2, هیدروژناز تولید کننده H2 (مبهم), هیدروژناز دوجهته bidirectional hydrogenase و هیدروژن لیاز (مبهم) نیز خوانده می‌شود. این آنزیم در متابولیسم دی کربوکسیلات و
و نیز در متابولیسم متان نقش دارد. این آنزیم از آهن, گوگرد و نیکل به عنوان کوفاکتور بهره می‌برد.